# Ys (spelserie)
Ys (イース Īsu?) är en datorrollspelsserie som utvecklas av Nihon Falcom. Huvudpersonen i de flesta spelen är Adol Christin.

## Spel i serien
Nedan följer spelen i Ys-serien. Datumen avser releaser i Japan.
Huvudserien
- (1987) Ys I: Ancient Ys Vanished
- (1988) Ys II: Ancient Ys Vanished - The Final Chapter
- (1989) Ys III: Wanderers from Ys (remake Ys: The Oath in Felghana)
- (1993) Ys IV: Mask of the Sun
- (1994) Ys IV: The Dawn of Ys
- (1995) Ys V: Kefin, The Lost City of Sand
- (2003) Ys VI: The Ark of Napishtim
- (2005) Ys: The Oath in Felghana
- (2006) Ys Origin
- (2006) Ys Strategy
- (2009) Ys Online: The Call of Solum
- (2009) Ys Seven
- (2012) Ys: Memories of Celceta

Mobilspel
- (2002) Ys I – Hudson. 2-D grafik. Släpptes senare i Nordamerika som Ys Book I (2005, Hudson Mobile).
- (2002) Ys II – Hudson. 2-D grafik.
- (2005) Ys I – 3D – , Taito. A 3-D remake av originalspelet.
- (2005) Ys I – 3D – Adventure of Dogi – Taito.
- (2005) Ys VI: The Ark of Napishtim –  Taito.
- (2006) Ys IV: Mask of the Sun – A new theory –  Taito.